# Jerome Robinson (cestista 1978)
Jerome Robinson (Toronto, 29 settembre 1978) è un ex cestista canadese.

## Carriera
Con il Canada ha disputato i Campionati americani del 2001.